# Gardyne Castle
Gardyne Castle er et beboelsestårn fra 1500-tallet i Angus i Skotland. Det ligger 2 km sydvest for Friockheim. Slottet er stadig hjem for ejerne, og det er beskyttet som en listed building i kategori A.
Det blev moderniseret i 1910, hvor er blev indlagt elektricitet, af arkitekten Harold Tarbolton.